# 岡崎唯雄
岡崎 唯雄（おかざき ただお、1844年11月23日（弘化元年10月14日） - 1927年（昭和2年）11月13日）は、日本の政治家、衆議院議員（2期）。

## 経歴
熊本県出身。数学を学ぶ。酒造業を営み、熊本商業会議所会頭、熊本県会議員、同参事会員、熊本市会議員、同参事会員となる。
1902年の第7回衆議院議員総選挙において熊本市選挙区から壬寅会公認で立候補して当選した。1903年の第8回衆議院議員総選挙では中正俱楽部公認で当選した。衆議院議員を2期務め、1904年の第9回衆議院議員総選挙で無所属で立候補して落選した。1927年に死去した。